# Temporada de furacões no Atlântico de 2022
A temporada de furacões no Atlântico de 2022 foi uma temporada destrutiva de furacões no Atlântico, que teve um número médio de tempestades nomeadas, um número ligeiramente acima da média de furacões, um número ligeiramente abaixo da média de furacões maiores (que são de categoria 3 ou superior na escala Saffir-Simpson de 5 níveis) e um índice de energia de ciclone acumulada (ECA) próximo da média. Apesar disso, tornou-se a terceira temporada de furacões no Atlântico mais cara já registada, atrás apenas de 2017 e 2005, principalmente devido ao furacão Ian. A temporada começou oficialmente a 1 de junho de 2022, e terminou em 30 de novembro de 2022. Essas datas, adotadas por convenção, descrevem historicamente o período de cada ano em que a maior parte da ciclogênese subtropical ou tropical ocorre no Oceano Atlântico (mais de 97%). A primeira tempestade Atlântica deste ano, a tempestade tropical Alex, desenvolveu-se cinco dias após o início da temporada, tornando esta a primeira temporada desde 2014 a não ter uma tempestade nomeada na pré-temporada.
Dois sistemas desenvolveram-se em 1 de julho. A tempestade tropical Bonnie formou–se e atingiu a costa perto da fronteira Costa Rica-Nicarágua. Em seguida, cruzou para a bacia do Pacífico, tornando-se o primeiro a sobreviver à passagem do Atlântico para o Pacífico desde o furacão Otto em 2016. Além disso, a tempestade tropical Colin formou-se abruptamente e atingiu a Carolina do Sul, antes de enfraquecer e se dissipar rapidamente no dia seguinte. Após esta actividade, a ciclogénese tropical foi suprimida em toda a bacia durante várias semanas por uma combinação de forte cisalhamento do vento, ar mais seco e a presença da capa de ar saariana. Isso parou toda a ciclogénese tropical em agosto, a primeira época a fazê-lo desde 1997, e a primeira durante a La Nina. Após uma calmaria de quase 60 dias na atividade de ciclones tropicais, os furacões Danielle e Earl formaram-se em 1 e 3 de setembro, respectivamente, com Danielle tornando-se o primeiro furacão da temporada. A última época a ter o seu primeiro furacão a desenvolver-se tão tarde foi em 2013.
A atividade aumentou tremendamente no final de setembro, quando quatro tempestades nomeadas se formaram em rápida sucessão. Entre eles, o Furacão Fiona tornou-se o primeiro grande furacão da temporada em 20 de setembro, cerca de três semanas depois do que o primeiro normalmente se forma. Como ciclone extratropical, tornou-se a tempestade mais forte da história do Canadá, medida pela pressão atmosférica, e causou danos significativos no Canadá Atlântico. O furacão Ian tornou-se então o segundo grande furacão da temporada em 27 de setembro e o único de categoria 5 da temporada em 28 de setembro, antes de infligir cerca de 113,1 bilhões de doláres em danos ao oeste de Cuba, Sudoeste e centro da Flórida e às Carolinas. O furacão Julia se formou no início de outubro e se tornou a segunda tempestade da temporada a atravessar intacto a bacia do Pacífico depois de atravessar a Nicarágua, tornando esta temporada a primeira a ter mais de um sistema de cruzamento desde 1996. A última tempestade da temporada, o furacão Nicole, atingiu a costa das Bahamas e da Flórida. Foi o primeiro furacão de novembro a atingir a Flórida desde Kate, em 1985, e causou cerca de 1 bilhão de dólares em danos em áreas devastadas por Ian seis semanas antes. Ciclones tropicais durante esta temporada causaram coletivamente pelo menos 304 mortes e mais de 118,29 bilhões de dólares em danos, tornando-se uma das estações mais caras já registadas.
A maioria das agências de previsão previa uma estação bem acima da média devido às temperaturas da superfície do mar mais quentes do que o normal e a um padrão favorável de El Niño-Oscilação do Sul, limitando as possibilidades de desenvolvimento do El Niño. Embora as condições favoráveis, tais como as temperaturas mais quentes da superfície do mar e a La Niña, tenham se concretizado, o padrão desfavorável de cisalhamento do vento com ar mais seco e camada de ar do Saara suprimiu a ciclogénese tropical durante a maior parte de julho e todo o mês de agosto, estando esta última tipicamente entre as mais activas climatologicamente.

## Previsões sazonais
Em antecipação e durante cada temporada de furacões, várias previsões de atividade de furacões são emitidas por serviços meteorológicos nacionais, agências científicas e especialistas em furacões. Estes incluem meteorologistas do Climate Prediction Center da Administração Oceânica e Atmosférica Nacional dos Estados Unidos (NOAA), Tropical Storm Risk (TSR), Met Office do Reino Unido (UKMO) e Philip J. Klotzbach, William M. Gray e seus associados na Universidade Estadual do Colorado (CSU). As previsões incluem mudanças semanais e mensais em fatores significativos que ajudam a determinar o número de tempestades tropicais, furacões e grandes furacões em um determinado ano. De acordo com a NOAA e CSU, a temporada média de furacões no Atlântico entre 1991 e 2020 continha cerca de 14 tempestades tropicais, sete furacões, três grandes furacões e um índice de energia ciclônica acumulada (ACE) de 72-111 unidades. De um modo geral, ACE é uma medida do poder de uma tempestade tropical ou subtropical multiplicada pelo período de tempo em que existiu. É calculado apenas para avisos completos em sistemas tropicais e subtropicais específicos que atingem ou excedem velocidades de vento de 63 km/h. A NOAA normalmente categoriza uma temporada como acima da média, média ou abaixo da média com base no índice ECA cumulativo, mas o número de tempestades tropicais, furacões e furacões maiores dentro de uma temporada de furacões às vezes também é considerado.

### Previsões da pré-temporada
Em 9 de dezembro de 2021, a CSU emitiu uma previsão de alcance estendido para a temporada de furacões de 2022, prevendo atividade ligeiramente acima da média com 13-16 tempestades nomeadas, 6-8 furacões, 2-3 furacões maiores e um índice ECA de cerca de 124 unidades. O TSR também emitiu uma previsão de alcance estendido em 10 de dezembro de 2021. O TSR previu atividade tropical geral quase média com seu índice ECA, no entanto, antecipa 18 tempestades tropicais, 8 furacões e 3 furacões maiores durante a temporada. Um de seus fatores inclui a expectativa de uma condição neutra de El Niño-Oscilação Sul até o terceiro trimestre de 2022. No entanto, eles citaram que essa perspectiva tem "grandes incertezas".
Em 6 de abril de 2022, a CSU emitiu a sua primeira previsão sazonal de alcance estendido para a temporada de furacões Atlântico de 2022, prevendo atividade muito acima da média, com 19 tempestades nomeadas, 9 furacões, 4 furacões maiores e um índice ECA de 160 unidades. Com seus fatores para uma temporada de furacões ativa, incluindo atividade acima da média - temperaturas da superfície do mar no Oceano Atlântico subtropical, um ENSO neutro frio ou padrão fraco La Niña, correspondendo a uma baixa chance de um El Niño. Em 14 de abril de 2022, a Universidade do Arizona (UA) emitiu a previsão sazonal para uma temporada pouco acima da média, com 14 tempestades nomeadas, sete furacões, três furacões maiores e um índice ECA de 129 unidades. Em 20 de abril de 2022, a Universidade da Carolina do Norte (NCSU) fez a sua previsão para a temporada, prevendo uma temporada acima da média com 17 a 21 tempestades nomeadas, 7 a 9 furacões e 3 a 5 furacões maiores.

### Previsões a meio da temporada
Em 2 de junho, a CSU atualizou sua previsão sazonal de alcance estendido, aumentando a quantidade de ciclones tropicais para 20 tempestades nomeadas, 10 furacões, 5 furacões principais e um índice ECA geral de 180 unidades. Isto foi feito depois de uma análise posterior das hipóteses mais baixas de um El Niño durante a época, bem como de um Atlântico tropical mais quente do que a média. A segunda previsão da TWC, divulgada em 17 de junho, aumentou ligeiramente o número de tempestades nomeadas para 21 e furacões para 9, mas deixou o número de furacões maiores em 4. Em 20 de junho de 2022, a UA atualizou sua previsão sazonal, que é muito semelhante à previsão de Abril, com 15 tempestades nomeadas, 7 furacões, 3 furacões maiores e um índice ECA de 131 unidades. Em 5 de julho, a TSR divulgou sua terceira previsão para a temporada, aumentando ligeiramente o seu número para 18 tempestades nomeadas, 9 furacões e 4 furacões maiores. Esta previsão baseou-se, em grande parte, na persistência da fraca La Niña no terceiro trimestre do ano. Em 7 de julho, a CSU não alterou a sua previsão actualizada de 20 tempestades nomeadas, 10 furacões e 5 furacões maiores. A previsão atualizada da UKMO em 2 de agosto previa 16 tempestades nomeadas, 6 furacões e 4 furacões maiores. Dois dias depois, a NOAA e a CSU reviram ligeiramente as suas previsões de atividade para baixo, embora ambas ainda previssem que a época acabaria por ser mais movimentada do que a média de 30 anos. As revisões foram feitas em parte devido ao início relativamente lento da temporada (em comparação com os últimos anos), com apenas três tempestades nomeadas de curta duração no início de agosto. A terceira e última previsão sazonal da TWC, emitida em 18 de agosto, reduziu o número de tempestades nomeadas para 17, furacões para 7 e furacões maiores para 3.

## Resumo sazonal

### Antecedentes

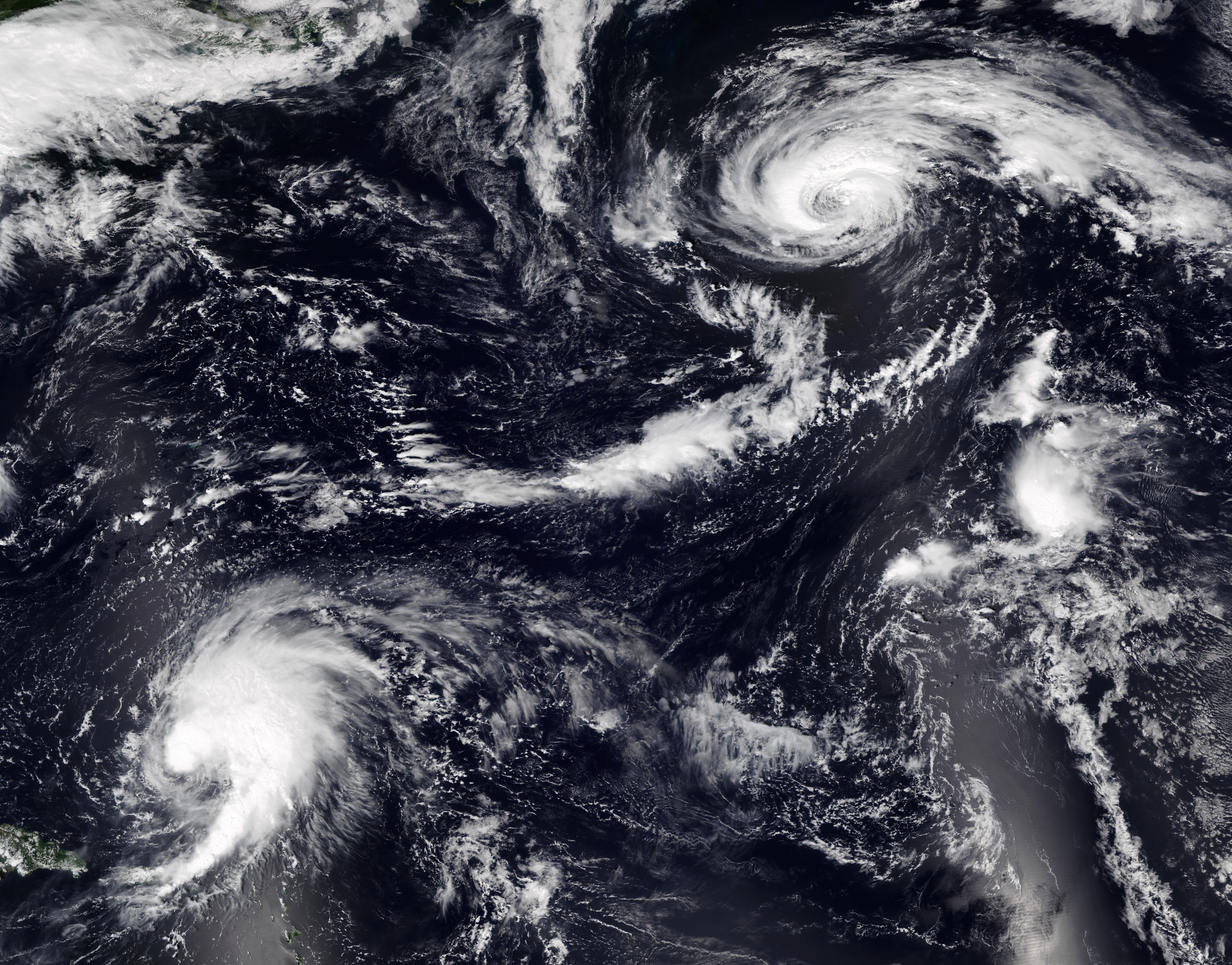
Tempestade tropical Earl (fundo esquerda) e Furacão Danielle (cima direita) em 5 de setembro

Oficialmente, a temporada de furacões no Atlântico de 2022 decorreu de 1 de junho a 30 de novembro. Desenvolveram-se 16 ciclones tropicais, dos quais 14 intensificaram-se em tempestades nomeadas. Destes, oito reforçaram-se em um furacão, enquanto dois sistemas atingiram a intensidade de furacão maior. Assim, a temporada foi quase média em comparação com a média da NOAA de 1991-2020 de 14 tempestades nomeadas, 7 furacões e 3 furacões maiores. O número quase médio de tempestades nomeadas encerrou a sequência recorde de seis anos de actividade acima da média no Atlântico. Uma La Niña forte e uma estação de monções na África Ocidental ligeiramente acima do normal conduziram à actividade maioritariamente média. No entanto, o intenso cisalhamento do vento e a supressão da humidade na atmosfera pela capa de ar saaraniana levaram a uma cessação incomum no meio da temporada na ciclogênese tropical que durou quase dois meses, sem tempestades nomeadas no Atlântico entre 3 de julho e 31 de agosto pela primeira vez desde 1941.
Os furacões Fiona e Ian infligiram impactos historicamente significativos em certas áreas. Depois que Fiona causou alguns bilhões de dólares em danos em Porto Rico, seus remanescentes atingiram a Nova Escócia como um poderoso ciclone extratropical, tornando-se o desastre climático mais caro já registado no Canadá Atlântico. Ian tornou-se o furacão mais caro da Flórida e o terceiro mais caro já registado nos Estados Unidos, atrás apenas do furacão Katrina em 2005 e do furacão Harvey em 2017. Além disso, 150 mortes ocorreram na Flórida, tornando Ian o ciclone tropical mais mortal do estado desde o furacão do Dia do Trabalho de 1935. Coletivamente, os ciclones tropicais da temporada de furacões no Atlântico de 2022 causaram pelo menos 304 mortes e mais de 118,29 bilhões de doláres em danos, tornando-se uma das estações mais caras de todos os tempos.
O índice ECA desta temporada, calculada pela Universidade Estadual do Colorado usando dados do NHC, foi de aproximadamente 95,1 unidades. que representava 77% da média a longo prazo (30 anos) de 123. esta foi a primeira temporada desde 2007 a ter um valor ECA próximo da média. Todas as estações de 2008 a 2021 foram abaixo ou acima da média.

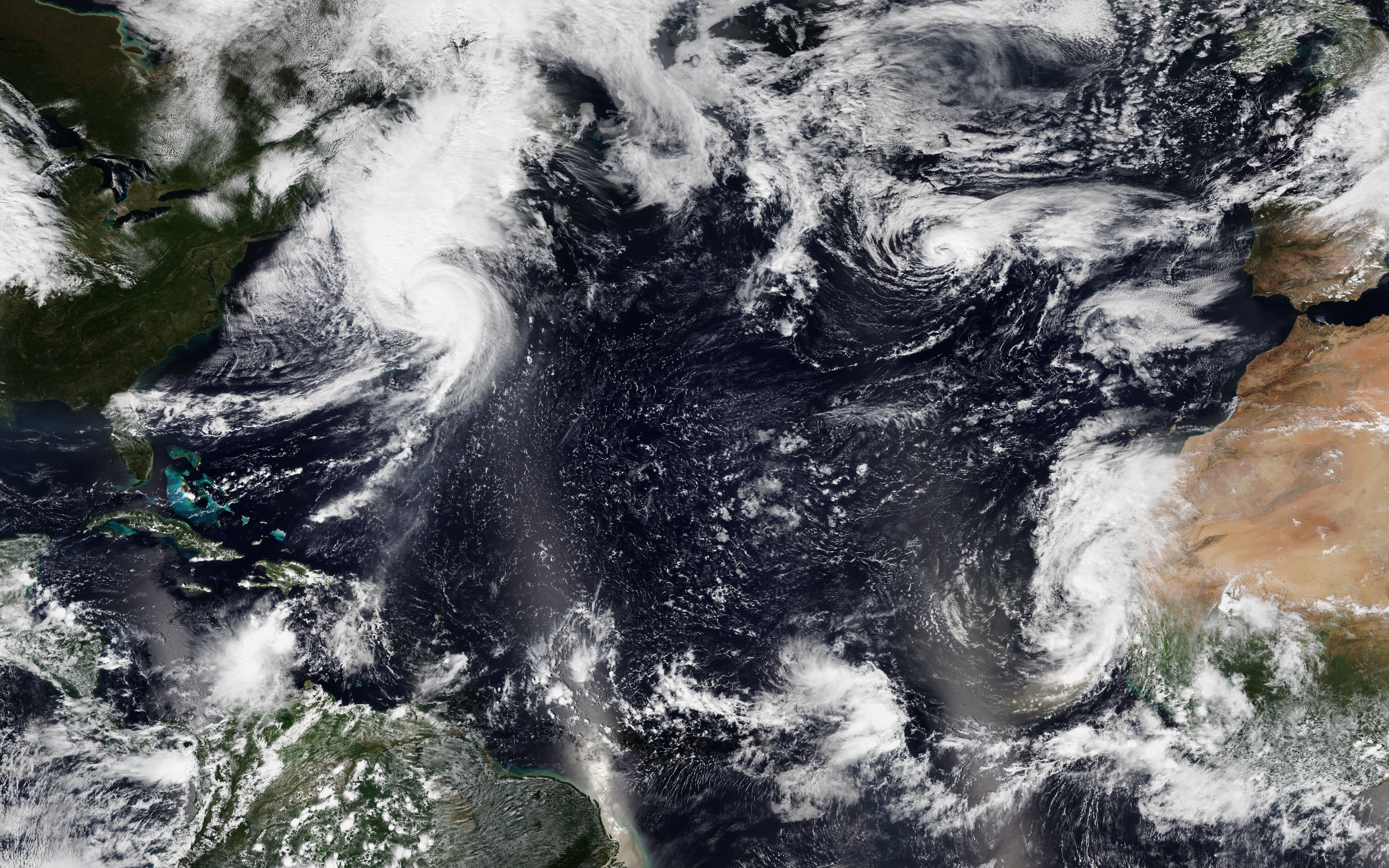
Quatro ciclones tropicais activos simultaneamente em 23 de setembro: furacão Fiona (topo esquerdo), tempestade tropical Gaston (topo direito), tempestade tropical Hermine (fundo direito), e depressão tropical Nove (fundo esquerdo, que acabou por se tornar furacão Ian). A onda que mais tarde ira se tornar a tempestade tropical Onze pode ser vista à esquerda de Hermine.

No geral, os caçadores de furacões da NOAA registaram mais de 582 horas de voo enquanto conduziam 65 passagens da parede do olho e implantavam mais de 1.700 instrumentos científicos, incluindo dropsondas. Além disso, o Gulfstream IV-SP decolou das Ilhas de Cabo Verde em agosto, tornando-se o voo caçador de furacões mais a leste. A NOAA também lançou um Altius 600 pela primeira vez, que registou dados de velocidade do vento sobre o Furacão Ivan quando se aproximava do landfall na Flórida. As tripulações dos voos efectuados pelo Serviço Nacional dos Oceanos captaram milhares de imagens aéreas da destruição causada pelo Ian, que ajudou especialmente na identificação de poluentes e áreas que exigiam uma extensa limpeza de detritos marinhos. As aeronaves King Air e Twin Otter da NOAA também estiveram envolvidas numa missão semelhante na sequência do Ivan e do furacão Nicole, registando mais de 41 horas de voo.

### Atividade precoce da temporada
A temporada de 2022 foi a primeira desde 2014 a não ter uma tempestade nomeada de pré-temporada. A atividade começou com a formação da tempestade tropical Alex em 5 de junho, após vários dias de desenvolvimento lento enquanto atravessava o Golfo do México e depois se deslocava pela Flórida Central. A tempestade atingiu um pico de intensidade quase furacão sobre o Atlântico Norte Central antes de se tornar extratropical no dia seguinte. Em 1 de julho, a tempestade tropical Bonnie se formou no sul do mar do Caribe e atingiu a costa logo em seguida, perto da fronteira Costa Rica–Nicarágua. Em seguida, atravessou para a bacia do Pacífico um dia depois, a primeira tempestade a fazê-lo desde o furacão Otto em 2016, onde se tornaria um furacão de categoria 3. Também em 1 de julho, um sistema de baixa pressão fora dos EUA. Costa atlântica perto de Savannah, Geórgia, abruptamente organizou-se na tempestade tropical Colin, uma tempestade de curta duração que se dissipou no dia seguinte para o interior sobre o nordeste da Carolina do Sul. A ciclogénese tropical cessou por quase dois meses, com 2022 a tornar-se a primeira época desde 1997 em que não se formaram ciclones tropicais em agosto. Uma perturbação sobre o Golfo do México foi brevemente designada como um potencial ciclone tropical durante o mês, mas não se organizou num ciclone tropical antes de se deslocar para o interior sobre o Nordeste do México.

### Atividade de pico e tardia da temporada
| Posição | Custo                  | Temporada |
| ------- | ---------------------- | --------- |
| 1       | ≥ $294,703 mil milhões | 2017      |
| 2       | ≥ $172,297 mil milhões | 2005      |
| 3       | ≥ $121,030 mil milhões | 2022      |
| 4       | ≥ $80,727 mil milhões  | 2021      |
| 5       | ≥ $72,341 mil milhões  | 2012      |
| 6       | ≥ $61,148 mil milhões  | 2004      |
| 7       | ≥ $51,146 mil milhões  | 2020      |
| 8       | ≥ 50,126 mil milhões   | 2018      |
| 9       | ≥ $48,855 mil milhões  | 2008      |
| 10      | ≥ $27,302 mil milhões  | 1992      |

Em 1 de setembro a atividade tropical foi finalmente retomada com a formação da tempestade tropical Danielle sobre o Atlântico central. A tempestade intensificou-se e transformou-se num furacão no dia seguinte, o mais tardio primeiro furacão desde 2013. A tempestade manteve-se quase estacionária a oeste dos Açores durante vários dias, sem afectar quaisquer superfícies terrestres, antes de se deslocar para nordeste e tornar-se extratropical em 8 de setembro. Além disso, uma perturbação de desenvolvimento lento a leste das Pequenas Antilhas no final de 2 de setembro tornou-se organizada e evoluiu para a tempestade tropical Earl. Depois se fortaleceu em um furacão, rastreado a leste das Bermudas, flutuando entre a intensidade das categorias 1 e 2, e depois se tornou extratropical perto da Terra Nova em 10 de setembro. Quatro dias depois, a tempestade tropical Fiona formou-se no Atlântico Central. Fiona acabou se tornando um furacão, atingindo Porto Rico e a República Dominicana antes de se tornar o primeiro furacão maior da temporada ao passar pelas Ilhas Turcas e Caicos em 20 de setembro. Nesse mesmo dia, a tempestade tropical Gaston formou-se sobre o Atlântico Central e atravessou os Açores ocidentais. Fiona se fortaleceu em um furacão de categoria 4 ao passar a oeste das Bermudas e se transformou em um poderoso ciclone extratropical em 23 de setembro, pouco antes de atingir a Nova Escócia. Nesse mesmo dia, formou-se a depressão tropical Nove no Mar das Caraíbas e a depressão tropicais Dez no Atlântico tropical Oriental, marcando a primeira vez desde 2020 que quatro ciclones tropicais estiveram activos simultaneamente na bacia Atlântica.
A depressão tropical Nove tornou-se o furacão Ian, a tempestade mais mortal e destrutiva da temporada. Ian fez desembarque com ventos de 240 km/h (150 mph), a mais forte em termos de ventos. Ian atingiu o oeste de Cuba e cruzou as Florida Keys como um furacão de categoria 3, antes de se tornar brevemente um furacão de categoria 5. Em seguida, atingiu o sudoeste da Flórida como um furacão de categoria 4 de ponta e, mais tarde, na Carolina do Sul como uma categoria 1. A depressão tropical Dez atingiu primeiro a força da tempestade tropical, tornando-se a tempestade tropical Hermine. Foi uma das tempestades tropicais do Atlântico mais oriental já registadas, e provocou chuvas fortes nas ilhas Canárias. em seguida, a depressão tropical Onze formou-se durante a última semana de setembro e, em seguida, a depressão tropical Doze formou-se uma semana depois. Em última análise, nenhum dos ciclones se transformou em uma tempestade tropical. Pouco depois, o furacão Julia formou-se a 7 de outubro ao largo da costa da Venezuela. Depois de atravessar a Nicarágua intacta, Julia entrou na bacia do Pacífico. Desde 1996, não tinha mais de uma tempestade intacta a atravessar entre as bacias do Atlântico e do Pacífico durante uma única estação. Em 11 de outubro, a tempestade tropical Karl formou-se na Baía de Campeche, deslocou-se erraticamente sobre águas abertas, antes de três dias depois degenerar em uma baixa remanescente ao largo da Costa do México. Em 2 de novembro, dois sistemas estavam em força de furacões: A Lisa, nas Caraíbas, e o Martin, no Atlântico central. Assim, pela primeira vez desde Michelle e Noel, em 2001, dois furacões no Atlântico atingiram simultaneamente a força de furacões durante o mês de novembro. Pouco tempo depois, o Furacão Nicole formou-se em 7 de novembro, empatando também com 2001 com o maior número de furacões em novembro, com três. Nicole impactou as Grandes Antilhas, As Bahamas e o leste dos Estados Unidos, tornando-se o primeiro furacão a atingir a Flórida no mês de novembro desde o furacão Kate em [[Temporada de furacões no Atlântico de 1985|1985]]. Em 11 de novembro a tempestade foi absorvida por um vale sobre a Carolina do Norte, encerrando a atividade da temporada.

## Sistemas

### Tempestade tropical Alex
No final de maio, os remanescentes de nível médio do furacão Agatha na bacia do Pacífico interagiram com um Giro da América Central. Consequentemente, verificou-se um aumento gradual da convecção profunda na [[Península de Iucatão e no noroeste do Mar das Caraíbas, o que levou em 2 de junho ao desenvolvimento de uma zona de baixa pressão a norte da fronteira Belize-México. Depois de emergir no sudeste do Golfo do México no início do dia seguinte, a perturbação fez várias tentativas de se organizar em um ciclone tropical e atingiu ventos com força de tempestade tropical. No entanto, em 4 de junho o forte cisalhamento do vento manteve o sistema desorganizado antes de atingir o Sudoeste da Flórida. Várias horas depois, a perturbação surgiu no Atlântico, onde se transformou em tempestade tropical Alex às 00:00 UTC de 5 de junho, cerca de 135 km ao norte de Grande Bahama. Uma intensificação adicional ocorreu quando Alex se moveu para leste-nordeste devido ao fluxo de oeste de latitude média, atingindo ventos sustentados de 110 km/h por volta das 18:00 UTC. No entanto, o ar mais seco fez com que Alex enfraquecesse no dia seguinte, com a transição da tempestade para um ciclone extratropical às 12:00 UTC, cerca de 170 km ao norte-noroeste das Bermudas. Os restos de Alex foram absorvidos por uma zona baroclínica no início de 7 de junho.
Devido à ameaça que o sistema em desenvolvimento representava para Cuba, Florida Keys e Sul da Flórida, o Centro Nacional de furacões iniciou avisos sobre ele, designando-o como ciclone tropical tropical Um. O precursor de Alex deixou cair precipitações fortes nestas regiões. Durante um período de 30 horas, de 2 a 3 de junho, o Paso Real de San Diego, na província de Pinar del Río, registou cerca de 301 mm de chuva, e a Playa Girón, em Matanzas, recebeu mais de 193 mm. Houve quatro mortes relacionadas com tempestades em Cuba, enquanto cerca de 750 casas, 3.200 ha de culturas, e numerosas pontes sofreram danos causados pelas inundações. Na Flórida, vários locais em Upper Keys e na Área Metropolitana de Miami observaram entre 250 e 380 mm de precipitação, com um pico total de 388 mm perto de Hollywood. Extensas inundações nas ruas ocorreram na área de Miami, mas a água entrou em apenas algumas propriedades. Nos condados de Broward e Miami-Dade combinados, houve cerca de 3.500 quedas de energia. Os danos Causados pelo precursor do Alex na Flórida totalizaram 104.000 dólares.

### Tempestade tropical Bonnie
Uma onda tropical de baixa altitude entrou no Atlântico a partir da costa oeste de África a 22 de junho, produzindo uma área de aguaceiros e trovoadas grande mas desorganizada. A actividade de trovoadas aumentou até 27 de junho, enquanto uma missão de caçadores de furacões da NOAA reportou ventos com força de tempestade tropical, mas nenhuma circulação fechada bem definida. No entanto, devido à ameaça que o sistema representava para as Pequenas Antilhas, mais tarde no mesmo dia o NHC iniciou avisos sobre ele como ciclone tropical potencial Dois. Mais tarde, depois em 28 de junho de atravessar as Ilhas do Barlavento do Sul e passar perto da costa da Venezuela no dia seguinte, a perturbação encontrou condições mais favoráveis, mas não conseguiu desenvolver uma circulação distinta de baixo nível devido à sua rápida velocidade de avanço e interação com a terra. À medida que a perturbação avançava para a América Central na manhã de 1 de julho, tornou-se suficientemente organizada para ser classificada como tempestade tropical Bonnie. Embutida num ambiente de baixo cisalhamento do vento e mares quentes, Bonnie começou a intensificar-se constantemente. Às 03:00 UTC de 2 de julho, Bonnie atingiu a costa perto da fronteira Costa Rica–Nicarágua no seu pico de intensidade no Atlântico, com ventos sustentados de 95 km/h. Bonnie então cruzou a América Central e saiu para a bacia do Pacífico Oriental por volta das 12:00 UTC de 2 de julho.
Bonnie e sua perturbação precursora produziram rajadas de vento e chuvas fortes enquanto seguiam pelo sul do Caribe. Em Trinidade, as enchentes danificaram pelo menos 40 casas numa aldeia e deixaram cerca de 200.000 pessoas sem água potável. As chuvas fortes e os deslizamentos de terra no Panamá conduziram à evacuação de várias famílias na província de Chiriquí. Na Costa Rica, mais de 3.000 pessoas evacuaram como resultado de inundações e deslizamentos de terra, enquanto 8.593 famílias perderam eletricidade. Mais de 10.000 pessoas perderam energia durante a tempestade na Nicarágua. Quatro mortes ocorreram no país, três após serem arrastadas por rios e uma ao tentar resgatar outras pessoas de um autocarro a ser levado. No geral, Bonnie causou cerca de 25 milhões de doláres em danos em todas as regiões afetadas.

### Tempestade tropical Colin
Na manhã de 1 de julho, uma área de baixa pressão se formou ao largo de Savannah, na Geórgia, e moveu-se para o interior através da costa de Carolina do Sul no mesmo dia. Em 2 de julho, às 09:00 UTC e de forma inesperada, a tempestade tropical Colin formou-se a cerca de 80 km a sudoeste de Myrtle Beach. A convecção profunda persistente desenvolveu-se perto do centro e tornou-se bem organizada. Observações de superfície também indicaram ventos com força de tempestade tropical sustentados ao largo e na costa da Carolina do Sul. Atingindo o pico de intensidade, com ventos de 65 km/h, A tempestade tornou-se cada vez mais desorganizada depois disso e enfraqueceu para uma depressão tropical às 03:00 UTC de 3 de julho depois de passar por Wilmington, na Carolina do Norte. Nove horas depois segundo a NOAA, a tormenta dissipou para uma baixa pressão comum perto da Carolina do Norte.
Após a formação, mesmo depois do sistema enfraquecer, um aviso de tempestade tropical foi declarado do Rio South Santee para a Carolina do Sul até Duck, Carolina do Norte. Quando Colin atingiu as Carolinas no fim de semana do feriado de 4 de julho, alguns eventos em Charleston foram cancelados devido a inundações no local do evento. Um festival planeado em Southport também foi cancelado por causa do ciclone. Uma estação de observação ao longo do New River na Carolina do Norte mediu 254 mm de chuva em um período de três horas.

### Furacão Danielle
Em 30 de agosto, uma área de baixa pressão se formou ao longo de uma zona frontal em decomposição sobre o Atlântico subtropical central. Mais tarde no mesmo dia, a perturbação organizou-se como uma depressão tropical e no início de 1 de setembro intensificou-se na tempestade tropical Danielle. A tempestade continuou a fortalecer e tornou-se um furacão de categoria 1 em 2 de setembro. Mais tarde no dia seguinte, parou e enfraqueceu novamente em uma tempestade tropical. Depois disso, fortaleceu novamente em um furacão em 4 de setembro.

### Furacão Earl
Uma onda tropical produzindo chuvas desorganizadas generalizadas e tempestades moveu-se da costa oeste da África em 25 de agosto. Depois de atravessar o Atlântico tropical oriental e central, a perturbação encontrou condições ambientais a leste das Ilhas de Sotavento que eram apenas marginalmente propícias ao desenvolvimento de ciclones tropicais. Apesar disso, no início de 3 de setembro, a perturbação foi capaz de se organizar, evoluindo para a tempestade tropical Earl.

### Furacão Fiona
No início de 12 de setembro, o NHC começou a rastrear uma onda tropical sobre o Atlântico tropical central para um desenvolvimento gradual, embora as condições ambientais para o desenvolvimento tenham sido avaliadas como apenas marginalmente favoráveis. Mesmo assim, mais tarde nesse mesmo dia a atividade de precipitação e trovoada dentro da perturbação começou a tornar-se mais concentrada, depois aumentou e tornou-se mais organizado durante o dia seguinte. A circulação associada ao sistema tornou-se mais definida e persistiu durante a noite e até à manhã de 14 de setembro, atingindo organização suficiente mais tarde nesse dia para ser designada como depressão tropical Sete. Apesar dos efeitos contínuos do cisalhamento ocidental moderado e do fluxo de ar de nível médio seco, novas imagens de satélite indicavam que a depressão se tinha fortalecido, assim às 01:45 UTC em 15 de setembro, foi nomeada a tempestade tropical Fiona. A tempestade passou Guadalupe como uma tempestade tropical de 85 km/h por volta das 00:00 UTC em 16 de setembro e depois entrou nas Caraíbas Orientais. Em 18 de setembro, a tempestade fortaleceu-se num furacão à medida que se aproximava do Porto Rico, antes de fazer um desembarque naquela tarde cerca de 25 km a sul-sudeste de Mayagüez, com ventos sustentados máximos de 140 km/h. Surgiu então sobre a Passagem Mona, e reforçou-se um pouco mais antes de fazer desembarques perto de Boca de Yuma, República Dominicana, com ventos máximos sustentados de 150 km/h. Fiona enfraqueceu ligeiramente ao deslocar-se por terra, mas começou a fortalecer-se rapidamente uma vez mais sobre a água, tornando-se um furacão de categoria 2 pelas 21:00 UTC em 19 de setembro, e depois na manhã seguinte um furacão maior de categoria 3 perto de Grande Turca. Uma intensificação adicional resultou em atingir a categoria 4 com ventos máximos sustentados de 210 km/h às 06:00 UTC em 21 de setembro, enquanto se desloca para norte através de águas muito quentes com temperatura da superfície do mar de 29–30 °C.
Os ventos da Fiona mantiveram-se então estáveis durante alguns dias enquanto a sua pressão central caiu para 932 mbar às 00:00 UTC de 22 de setembro, o pico de intensidade do furacão como ciclone tropical. O campo de vento de Fiona também começou a crescer em tamanho e os ventos tropicais de força tempestuosa afetaram as Bermudas durante várias horas em 23 de setembro, apesar de Fiona passar bem a oeste da ilha. Fiona, naquela manha enfraqueceu para um furacão de categoria 3, mas várias horas mais tarde brevemente recuperou para a categoria 4 à medida que se deslocava para nordeste a cerca de 56 km/h, antes de enfraquecer mais uma vez para uma força de categoria 3 no final desse mesmo dia. Pouco tempo depois, Fiona enfraqueceu novamente antes de virar para norte e rapidamente se transformar em um grande e poderoso ciclone pós-tropical ao aproximar-se da costa da Nova Escócia às 03:00 UTC de 24 de setembro. Pouco tempo depois, o sistema fez um desembarque no leste da Nova Escócia às 07:00 UTC com ventos de 160 km/h e uma pressão de 931 mbar, abrandando rapidamente à medida que o fazia. Em seguida, deslocou-se sobre a Ilha de Cabo Breton com ventos fortes de furacões, embora tenha continuado a enfraquecer à medida que se deslocou para norte. Quando o NHC emitiu o seu parecer final sobre a Fiona às 21:00 UTC nesse mesmo dia, estava centrado cerca de 30 km a noroeste de Channel-Port aux Basques, Ilha de Terra Nova, e tinha ventos sustentados máximos de 110 km/h.
No total, pelo menos 22 mortes foram atribuídas à Fiona. Uma morte foi confirmada em Guadalupe, enquanto pelo menos duas mortes foram confirmadas na República Dominicana e três no Canadá. Em 24 de setembro no Porto Rico, o Departamento de Saúde tinha confirmado 16 mortes relacionadas com a passagem do sistema. Ainda a recuperar dos efeitos do Furacão Maria em 2017, chuvas torrenciais caíram em toda a ilha em 18 e 19 de setembro de até 640 mm em algumas regiões, causando inundações destrutivas que lavaram estradas e pontes. Além disso, os efeitos da tempestade resultaram na destruição da rede elétrica em toda a ilha. No Canadá, casas e empresas na província marítima da costa norte de Québec e Terra Nova foram destruídas e várias centenas de milhar de pessoas ficaram sem eletricidade na passagem do Fiona.

### Tempestade tropical Gaston
Uma onda tropical deslocou-se da costa da África Ocidental para o Atlântico tropical a 12 de setembro, produzindo chuvas desorganizadas e trovoadas, mas fazendo-o num ambiente apenas marginalmente favorável ao desenvolvimento. Em 15 de setembro, a onda moveu-se em geral para oeste entre o meio da África e as Pequenas Antilhas. Ali os aguaceiros e trovoadas continuaram dentro da porção norte da onda. A perturbação transitou então para um cavado de baixa pressão a 17 de setembro, à medida que se movia lentamente para norte. Depois de mostrar pequenos sinais de desenvolvimento nos dois dias seguintes, uma baixa pressão formada dentro do cavado e convecção começou a organizar-se à sua volta. Ao produzir um centro bem definido e convecção profunda persistente, transformou-se em depressão tropical Oito às 15:00 UTC de 20 de setembro. A depressão fortaleceu-se na tempestade tropical Gaston seis horas mais tarde, enquanto estava localizada cerca de 1.595 km a oeste dos Açores. Gaston intensificou-se rapidamente, atingindo o pico de ventos sustentados de 105 km/h no dia seguinte, apenas 18 horas após a formação. No entanto, o reforço adicional foi impedido à medida que o ar seco entrava na porção oriental da circulação. Gaston manteve então a sua intensidade durante dois dias, ao acelerar para nordeste em direcção ao oeste dos Açores, apesar de estar num ambiente de cisalhamento moderado a forte, ar relativamente seco, e temperaturas frescas à superfície do mar. Em 23 de setembro, Gaston começou a interagir com a zona de onda curta/baroclínica, que desviou toda a sua convecção profunda para a porção nordeste da tempestade e enfraqueceu ligeiramente à medida que abrandou e iniciou um ciclo anticiclónico através do centro dos Açores ao longo do lado sul de uma crista de nível médio. No entanto, Gaston recuou mais tarde nesse dia à medida que a convecção se reformou nos lados norte e oeste da sua circulação e atingiu o seu pico de intensidade com ventos sustentados de 100 km/h e uma pressão barométrica mínima de 995 mbar às 15:00 UTC. O vento incessante cortou Gaston da sua convecção profunda e a tempestade começou a enfraquecer de novo no início da manhã seguinte ao continuar o seu ciclo, que completou mais tarde nesse dia ao passar a oeste das ilhas dos Açores centrais. Agora afastando-se para oeste dos Açores, Gaston caiu para uma força de tempestade tropical mínima, mas restringiu-se pela terceira vez ao desenvolver-se uma grande explosão de convecção sobre a porção norte da circulação. Os seus ventos aumentaram para 80 km/h na manhã de 25 de setembro e mantiveram esta intensidade durante a maior parte do dia, uma vez que o seu centro se reformou sob a massa convectiva. Contudo, Gaston afastou-se rapidamente do cavado e o cisalhamento de vento removeu rapidamente a restante convecção profunda da tempestade no final da tarde. A convecção não se reformou sobre Gaston e enfraqueceu pela última vez antes de ser declarada ciclone pós-tropical às 03:00 UTC do dia 26 de setembro.
Chuvas fortes e tempestades tropicais forçaram os ventos em todos os Açores, especialmente nas ilhas ocidentais e centrais. Uma estação meteorológica na Horta na Ilha do Faial mediu uma rajada de vento a 66 km/h quando Gaston passou por ela.

### Furacão Ian
A 19 de setembro, o NHC começou a rastrear uma onda tropical a leste das Ilhas Sotavento para um possível desenvolvimento gradual. Dois dias depois, a perturbação passou por Trindade e Tobago ao entrar nas Caraíbas do sudeste, e depois perto das Ilhas ABC e da costa norte da América do Sul. A 22 de setembro, enquanto se movia para oeste-noroeste, mostrou sinais de crescente organização, embora o forte cisalhamento do vento de 45–55 km/h gerado pela saída de nível superior do furacão Fiona estava a inibir o desenvolvimento de uma depressão tropical. Mesmo assim, uma circulação bem definida foi capaz de se formar dentro da perturbação naquele dia; a sua convecção aumentou então e tornou-se persistente durante a noite até ao dia seguinte, resultando na sua designação de depressão tropical Nove no início de 23 de setembro. A organização da depressão melhorou lentamente ao longo desse dia, e tornou-se na tempestade tropical Ian às 03:00 UTC de 24 de setembro. O cisalhamento de vento forte de Fiona desapareceu completamente no dia seguinte, quando a tempestade entrou nas Caraíbas centrais, onde encontrou condições de vento, água e atmosfera favoráveis à intensificação: cisalhamento de vento leve, temperaturas quentes à superfície do mar de 30°C e uma humidade relativa de nível médio de 70%. Neste ambiente, Ian rapidamente se tornou mais organizado e reforçou-se num furacão de categoria 1 às 09:00 UTC de 26 de setembro. Doze horas mais tarde, intensificou-se num furacão de categoria 2 ao aproximar-se da ponta ocidental de Cuba. Às 08:30 UTC de 27 de setembro, Ian fez um landfall perto de La Coloma, na província de Pinar del Río, Cuba, como um furacão de categoria 3 de topo, com ventos sustentados de 205 km/h. Após cerca de seis horas sobre terra, Ian emergiu ao largo da costa norte de Cuba para o Golfo do México, ainda um furacão maior - embora um pouco mais fraco. Mais tarde, durante a noite de 27-28 de setembro, o furacão passou diretamente sobre o Parque Nacional de Dry Tortugas, na Florida Keys, com ventos sustentados de 195 km/h, pois estava a passar por um Ciclos de reposição da parede do olho. Uma vez concluído esse ciclo, Ian reforçou-se rapidamente, atingindo a intensidade da categoria 5 na manhã de 28 de Setembro, de acordo com relatórios obtidos de reanálises feitas em março de 2023 pela OMM e o NTC, quando o nome Ian foi retirado, com os seus ventos máximos sustentados subindo para uma velocidade de categoria 5 de baixa velocidade próxima de 260 km/h pelas 10:35 UTC. Mais tarde, às 19:05 UTC, Ian fez landfall na Ilha Cayo Costa, com ventos de 241 km/h e depois, uma hora e meia mais tarde, no continente da Flórida, a sul de Punta Gorda, com ventos máximos sustentados de 235 km/h. Ian foi o furacão mais caro a atingir a Flórida (≥US$ 64 bilhões) e o 3º mais caro da história dos Estados Unidos, atrás de Katrina e Harvey.
Enquanto nas fases iniciais de desenvolvimento, o sistema trouxe ventos rajados e chuva forte a Trindade e Tobago, às ilhas ABC e à costa norte da América do Sul em 21-22 de setembro. Quando Ian atingiu a Cuba ocidental em 27 de setembro, como um furacão de categoria 3, causou grandes danos a edifícios, infra-estruturas e a algumas das mais importantes fazendas de tabaco de Cuba. Inicialmente, a energia elétrica foi cortada em toda a região, mas mais tarde toda a rede elétrica do país entrou em colapso. As autoridades cubanas relataram que pelo menos duas pessoas foram mortas na tempestade, juntamente com 23 desaparecidas depois de um barco de emigrantes ter virado na tempestade.

### Tempestade tropical Hermine
No dia 22 de setembro, uma onda tropical rastreada pelo NHC emergiu ao largo da costa da África Ocidental para o Atlântico tropical oriental de Cabo Verde. Organizou-se rapidamente, tornando-se em depressão tropical Dez às 15:00 UTC em 23 de setembro, e depois reforçou-se em tempestade tropical Hermine seis horas depois. É um dos poucos ciclones tropicais registados (que remontam a 1851) para formar este extremo oriente, e para seguir entre as ilhas de Cabo Verde e a costa de África. O desenvolvimento para além de uma fraca tempestade tropical foi interrompido pelo cisalhamento do sudoeste para o dia seguinte, à medida que se deslocou para norte. Por causa do cisalhamento, Hermine enfraqueceu em uma depressão tropical às 21:00 UTC em 24 de setembro, e depois degenerou numa baixa pós-tropical no dia seguinte.
Hermine trouxe chuvas fortes para as ilhas Canárias, atingindo um pico de 530 mm em La Palma, enquanto o Aeroporto de Gran Canaria observou 126 mm, aproximadamente 83% da sua precipitação média anual total. As inundações subsequentes danificaram muitas estruturas e algumas estradas, causaram quedas de energia que afetaram vários milhares de pessoas, e derrubaram árvores. Um total de 216 escolas sofreu algum grau de dano, com 24 sofrendo danos extensos. Deslizamentos de terra bloquearam estradas em cerca de 690 locais. As enchentes entraram em quatro casas na capital de Santa Cruz de Tenerife. Além disso, foram cancelados mais de 140 voos em todo o arquipélago. Os danos nas ilhas Canárias ultrapassaram os 10 milhões de euros.

### Depressão tropical Onze
Em 17 de setembro, uma onda tropical emergiu no Atlântico a partir da costa oeste da África. Depois de produzir atividade convectiva desorganizada durante os próximos dias, enquanto a onda se dirigia para oeste, em 20 de setembro tempestade e chuvas consolidaram-se o suficiente para formar uma área de baixa pressão. Devido a uma quebra em uma crista de nível médio e para o leste em 27 de setembro devido a uma baixa larga próxima, o sistema então se moveu para o norte. Por volta das 00: 00 UTC de 28 de setembro, a baixa se organizou na depressão tropical onze aproximadamente 965 km a oeste das Ilhas de Cabo Verde. A depressão retomou um movimento geral para o norte devido à crista acima mencionada. Apesar das explosões periódicas em convecção profunda, a depressão permaneceu mal organizada devido ao aumento do cisalhamento do vento. Centrado a cerca de 1.285 km a oeste das Ilhas de Cabo Verde, O sistema degenerou em um remanescente baixo às 12:00 UTC de 29 de setembro, que logo se transformou em um vale de baixa pressão.

### Depressão tropical Doze
Em 29 de setembro, uma onda tropical emergiu no Atlântico a partir da costa oeste da África. Tempestade e chuvas associadas à onda diminuíram durante os dias seguintes, à medida que seguia para o oeste. No entanto, a partir de 3 de outubro uma onda Kelvin próxima aumentou a atividade convectiva da onda. No início do dia seguinte, a convecção tornou-se mais concentrada e organizada em torno do centro, resultando na formação da depressão tropical doze por volta das 12:00 UTC, cerca de 720 km a oeste-sudoeste das Ilhas de Cabo Verde. Movendo-se geralmente para noroeste devido a uma fraqueza em uma crista de nível médio, a depressão encontrou forte cisalhamento do vento, com o centro do ciclone ficando completamente exposto de sua convecção no início do dia seguinte. Ao longo do dia 5 de outubro, a circulação da depressão tornou-se mais alongada. Um novo aumento no cisalhamento do vento em 6 de outubro fez com que a depressão degenerasse em uma superfície de aproximadamente 1.205 km a oeste-noroeste das Ilhas de Cabo Verde. Um vale associado aos remanescentes da depressão tornou-se indistinguível em poucos dias.

### Furacão Julia
Em 26 de setembro uma onda tropical emergiu no Atlântico a partir da costa oeste da África. Enquanto se movia para o oeste, a onda permaneceu fraca e consistiu em pouca convecção nos dias seguintes. No início de 7 de outubro, a convecção tornou-se mais concentrada à medida que a onda atingiu o Caribe, com o sistema se organizando em uma depressão tropical, perto de cura Elimao. No início da manhã de 7 de outubro, uma forte explosão de convecção profunda desenvolveu-se perto do centro da depressão à medida que atravessava a Península de Guajira, e logo depois, fortaleceu-se na tempestade tropical Julia sobre o sudoeste do Caribe adjacente. Depois disso, Julia começou a se mover em uma direção mais para o oeste ao longo da periferia sul de um cume em desenvolvimento. Baixo cisalhamento do vento, alta humidade nos níveis médios e mares muito quentes fizeram com que a tempestade se intensificasse em um furacão às 00:00 UTC de 9 de outubro. Cerca de seis horas depois, Julia atingiu o pico com ventos máximos sustentados de 140 km/h. A tempestade atingiu a costa perto de Laguna de Perlas, Nicarágua, às 07:15 UTC. O movimento relativamente rápido de Julia, bem como sua passagem por áreas comparativamente menos acidentadas do que ao norte, fizeram com que o ciclone enfraquecesse apenas gradualmente, caindo para a intensidade da tempestade tropical no final de 9 de outubro. No dia seguinte, Julia emergiu no Oceano Pacífico, mas rapidamente se dissipou após atingir El Salvador várias horas depois.
Em 5 de outubro, a perturbação provocou fortes tempestades em várias ilhas de barlavento e na costa caribenha da América do Sul. Mais de 51 mm de chuva caíram em Trinidade e Tobago em menos de meia hora, causando inundações repentinas significativas. Alguns dias depois, ocorreram fortes chuvas nas zonas do Norte da Venezuela e da Colômbia, provocando inundações generalizadas. Houve 54 mortes indiretas na Venezuela. Na América Central, inundações repentinas e deslizamentos de terra associados causaram danos generalizados. A Nicarágua sofreu grandes danos de inundação, totalizando cerca de US $400 milhões. Mais de 1 milhão de pessoas em todo o país perderam electricidade durante a tempestade. Além disso, Costa Rica, Honduras e Panamá relataram danos a milhares de casas e perdas significativas de colheitas.[49] Os danos só no Panamá totalizaram pelo menos 6 milhões de dólares. Ao todo, registaram-se pelo menos 89 mortes relacionadas com Julia: 54 na Venezuela, 14 na Guatemala, 10 em El Salvador, 5 na Nicarágua, 4 em Honduras e 2 no Panamá.

### Tempestade tropical Karl
Em 10 de outubro, a NHC começou a rastrear uma área de clima perturbado localizada a norte da tempestade tropical Julia. A baixa mais tarde deslocou-se sobre a Baía de Campeche, onde as condições eram propícias para um maior desenvolvimento. Aí se organizou e fortaleceu rapidamente na tempestade tropical Karl às 21:00 UTC em 11 de outubro. Na manhã seguinte uma missão dos caçadores de furacões para a tempestade encontrou os ventos sustentados de Karl tinham aumentado para 95 km/h enquanto se movia lentamente para norte. Contudo, o aumento do cisalhamento de vento começou a enfraquecer a tempestade no início de 13 de outubro, e estagnou sobre o sudoeste do Golfo do México. No entanto, a pressão central de Karl começou a diminuir ligeiramente depois de ter começado a deslocar-se para sul-sudeste à medida que o dia avançava. O cisalhamento moderado do noroeste e o ar mais seco de nível médio continuaram a inibir Karl de se fortalecer a 14 de outubro, à medida que se dirigia para a costa do sul do México. Imagens de satélite naquela manhã mostraram que o denso nublado em torno do centro de baixo nível da tempestade se tinha tornado mais simétrico durante a noite, com as suas fortes trovoadas concentradas a sudeste do centro. Naquela tarde, o ar seco e o cisalhamento de vento tinham feito o seu efeito, extinguindo a última explosão de convecção profunda de Karl, depois da qual enfraqueceu para uma depressão tropical, e depois deteriorou-se para uma baixa remanescente às 09:00 UTC em 15 de outubro.
Karl causou cheias significativas no sul do México, que danificaram casas, empresas e pontes em toda a região. As chuvas mais fortes ocorreram em Tabasco e vizinhas Chiapas; Camoapa, Tabasco, registou 387.9 mm de chuva em 24 horas em 14-15 de outubro enquanto que o Río de Janeiro, Chiapas, registou 342.4 mm durante esse mesmo período. Numerosas famílias tiveram de ser evacuadas das suas casas devido às inundações, que também forçaram a evacuação de mais de mil pessoas que assistiram a um evento religioso em Pichucalco, Chiapas. Além disso, foram relatadas três mortes relacionadas com tempestades em Chiapas: uma em Pichucalco e duas em Juárez.

### Furacão Lisa
Em 28 de outubro, uma vasta área de baixa pressão desenvolveu-se sobre o sudeste das Caraíbas causando chuva e trovoadas. Cedo em 30 de outubro, dados de duas missões de aviões Caçadores de Furacões na perturbação mostraram que o centro de circulação da baixa estava a ficar mais bem definido e que estava a produzir ventos de 55–65 km/h para o norte do seu centro. Como resultado, e devido à ameaça que o sistema em desenvolvimento representava para as áreas terrestres no centro das Caraíbas, mais tarde nesse dia o NHC iniciou os avisos sobre o mesmo como ciclone potencial Quinze. A perturbação tornou-se organizada como tempestade tropical Lisa às 15:00 UTC em 31 de outubro, sul da Jamaica. Na altura, a maior parte da forte tempestade estava a ocorrer nos lados leste e sul do centro, como resultado do cisalhamento do vento ocidental. Mais tarde, nesse dia, os ventos de cisalhamento começaram a diminuir, permitindo à Lisa organizar-se melhor. A tempestade começou a formar mais convecção a noroeste do centro e os dados de uma missão de caçadores de furacões indicavam que a circulação de baixo nível estava a tornar-se menos alongada. A tempestade fortaleceu-se num furacão de categoria 1 na manhã de 2 de novembro, ao aproximar-se da costa de Belize, que atravessou mais tarde nesse dia, perto do rio Sibun, com ventos sustentados de 140 km/h, Lisa enfraqueceu no interior à medida que se deslocava para o norte da Guatemala e depois para o sul do México, onde se tornou uma depressão tropical na manhã de 3 de novembro. O ciclone passou então pela Baía de Campeche no início do dia seguinte, onde a sua convecção profunda aumentou, embora confinado principalmente ao norte do seu centro por ventos fortes. Em 5 de novembro, o ciclone foi rebaixado para uma baixa remanescente.
Não houve relatos de fatalidades relacionadas com a Lisa. Ao passar sobre Belize City enquanto fazia um desembarque em 2 de novembro, ventos fortes derrubaram árvores e postes elétricos, e danificaram várias casas; algumas estruturas desmoronaram-se completamente. Ao todo, os 12 abrigos instalados na cidade alojaram 1.221 pessoas. Na Guatemala, Lisa causou inundações e um deslizamento de terras, que danificaram casas e propriedades. Cerca de 143 pessoas nos municípios de Melchor de Mencos e San José foram evacuadas para abrigos. Lisa também trouxe fortes chuvas ao sul do México.

### Furacão Martin
A 31 de outubro, o NHC começou a rastear uma área não tropical de baixa pressão localizada no Atlântico subtropical central que, embora ligada a um limite frontal, tinha um pequeno núcleo com ventos de força bruta e uma área concentrada de convecção perto do seu centro. No início de 1 de novembro, desenvolveu-se uma convecção profunda perto do centro, que se tinha separado do limite frontal. Ao mesmo tempo, o sistema desenvolveu um núcleo quente não frontal, resultando na formação da tempestade tropical Martin. A tempestade continuou a organizar-se até ao dia seguinte, à medida que se desenvolvia um olho mais bem definido, com um padrão de bandas apertadas a envolver o centro, o que resultou no fortalecimento de Martin num furacão de categoria 1. Enquanto mantinha a força do furacão, Martin transitou para um ciclone pós-tropical em 3 de novembro, sobre o Atlântico Norte aberto.

### Furacão Nicole
Em 4 de novembro, o NHC começou a rastrear o nordeste do Mar das Caraíbas e o sudoeste do Atlântico, onde se esperava o desenvolvimento de um grande sistema de baixa pressão não tropical dentro de poucos dias. Em 5 de novembro, uma área de baixa pressão produziu chuveiros desorganizados e trovoadas desenvolvidas a norte de Porto Rico. Beneficiando do afluxo de humidade tropical das Caraíbas e de temperaturas muito quentes 28 °C da superfície do mar, a perturbação estava em breve a exibir algumas características subtropicais, e gradualmente tornando-se mais bem organizado. Esta tendência continuou, e foi classificada como Tempestade Subtropical Nicole às 09:00 UTC em 7 de novembro. Na manhã seguinte, a convecção do núcleo interno do sistema melhorou e o raio do seu vento máximo contraiu-se, indicando que Nicole tinha transitado para um ciclone tropical. Às 16:55 UTC em 9 de november, Nicole fez desembarques em Marsh Harbour, Ilha Grande Abaco, Bahamas, com ventos constantes de 115 km/h. Várias horas mais tarde, a tempestade fortaleceu-se num furacão de categoria 1 ao mesmo tempo que fazia um desembarque na Grande Bahama com ventos sustentados de 120 km/h. Às 08:00 UTC em 10 de novembro, Nicole fez um desembarque na Ilha de North Hutchinson, perto de Vero Beach, Flórida, com ventos constantes 120 km/h. Nicole enfraqueceu depois para uma tempestade tropical no interior, ao atravessar Flórida Central. Mais tarde nesse dia, o seu centro emergiu brevemente sobre o Golfo do México, a norte de Tampa, antes de se deslocar novamente para terra a noroeste de Cedar Key na região de Big Bend. No interior, a tempestade enfraqueceu para uma depressão, à medida que se deslocava para o sudoeste da Geórgia. Mais tarde, na tarde de 11 de novembro, Nicole torna-se pós-tropical enquanto passava a Virgínia Ocidental.

## Outros sistemas

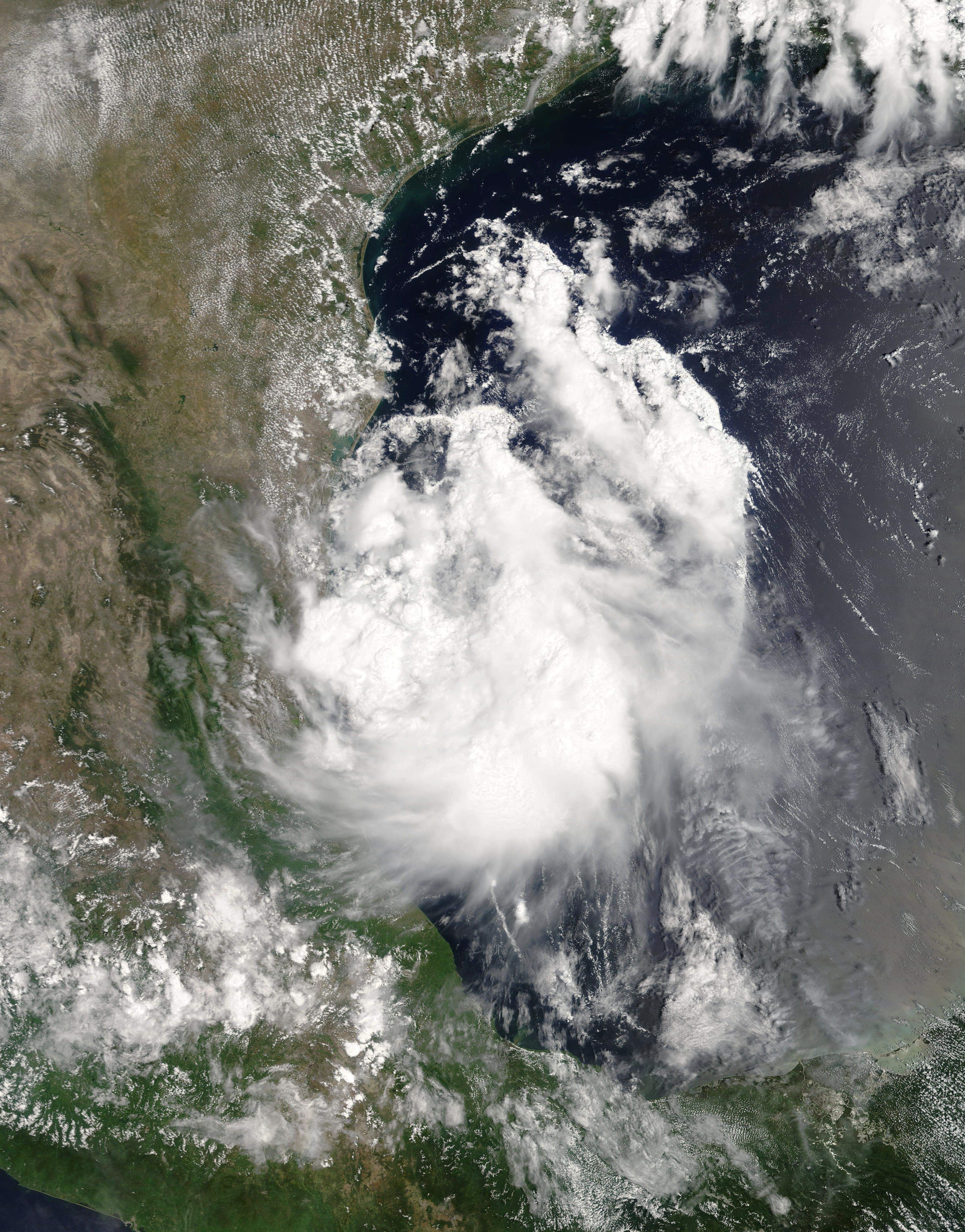
Ciclone tropical potencial Quatro em 20 de agosto

Em 15 de agosto, o NHC observou pela primeira vez o potencial de desenvolvimento de ciclones tropicais no sudoeste do Golfo do México a partir de uma onda tropical localizada sobre o mar central do Caribe. A baixa emergiu sobre o Golfo no início de 19 de agosto, produzindo chuvas desorganizadas. Devido à ameaça que o sistema em desenvolvimento representava ao nordeste do México e ao sul do Texas, o NHC iniciou avisos sobre ele como um ciclone tropical potencial às 21:00 UTC do mesmo dia. À medida que a perturbação se movia para noroeste em direção à costa do Golfo do México em 20 de agosto, uma missão de Caçadores de Furacões descobriu que ainda era um vale de superfície. Mais tarde naquele dia, mudou-se para o interior, atingindo a costa cerca de 95 km a sudoeste da Foz do Rio Grande. Com isso, a janela de oportunidade para o desenvolvimento tropical fechou, e o NHC emitiu a sua último Aviso sobre o sistema às 03:00 UTC de 21 de agosto. A perturbação trouxe fortes chuvas à costa de Tamaulipas e ao litoral do Sul do Texas, mas não foram relatados impactos significativos associados ao distúrbio.

## Nomes de tempestades
A lista de nomes a seguir será usada para tempestades nomeadas que se formam no Atlântico Norte em 2022. Os nomes aposentados, se houver, serão anunciados pela Organização Meteorológica Mundial na primavera de 2023. Os nomes não retirados desta lista serão usados novamente na temporada de 2028. Esta é a mesma lista utilizada na temporada de 2016, com exceção de Martin e Owen, que substituíram Matthew e Otto, respectivamente.
| - Alex - Bonnie - Colin - Danielle - Earl - Fiona - Gaston | - Hermine - Ian - Julia - Karl - Lisa - Martin - Nicole | - Owen (sem usar) - Paula (sem usar) - Richard (sem usar) - Shary (sem usar) - Tobias (sem usar) - Virginie (sem usar) - Walter (sem usar) |

## Efeitos da temporada
Esta é uma tabela de todas as tempestades que se formaram na temporada de furacões no oceano Atlântico de 2022. Inclui sua duração, nomes, desembarque(s) – indicados por nomes de locais em negrito – danos e totais de mortes. As mortes entre parênteses são adicionais e indiretas (um exemplo de morte indireta seria um acidente de trânsito), mas ainda estavam relacionadas àquela tempestade. Danos e mortes incluem totais enquanto a tempestade foi extratropical, uma onda ou baixa, e todos os números de danos estão em 2022 USD.

| Escala de Furacões de Saffir-Simpson |    |    |   |   |   |   |   |
| DT                                   | TS | TT | 1 | 2 | 3 | 4 | 5 |

| Alex                  | 5 de junho–6                  | Tempestade tropical | 110 (70)  | 984  | Península de Yucatán, Cuba Ocidental, Flórida, Norte das Bahamas, Bermudas                                               | $104,000            | 4        | [ 202 ]                                                         |
| Bonnie                | 1 de julho–2                  | Tempestade tropical | 85 (50)   | 997  | Trindade e Tobago, Granada, Colômbia, Venezuela, Ilhas ABC, América Central (antes de cruzar bacias)                     | $25 milhões         | 4        | [ 203 ] [ 204 ]                                                 |
| Colin                 | 2 de julho–3                  | Tempestade tropical | 65 (40)   | 1011 | Estados Atlânticos do Sul                                                                                                | Menor               | 1        | [ 205 ]                                                         |
| Danielle              | 1 de setembro–8               | Furacão categoria 1 | 150 (90)  | 972  | Oeste da Península Ibérica                                                                                               | Desconhecido        | Nenhum   |                                                                 |
| Earl                  | 3 de setembro–10              | Furacão categoria 2 | 165 (105) | 954  | Norte Ilhas de Sotavento, Porto Rico, Bermudas, Terra Nova                                                               | Menor               | 2        | [ 206 ] [ 207 ] [ 208 ]                                         |
| Fiona                 | 14 de setembro–24             | Furacão categoria 4 | 215 (130) | 932  | Pequenas Antilhas, Porto Rico, República Dominicana, Leste das Bahamas, Ilhas Turcas e Caicos, Bermudas, Leste do Canadá | >$3.02 mil milhões  | 31       | [ 209 ] [ 104 ] [ 105 ] [ 210 ] [ 211 ]                         |
| Gaston                | 20 de setembro–26             | Tempestade tropical | 100 (65)  | 995  | Açores | Desconhecido        | Nenhum   |                                                                 |
| Ian                   | 23 de setembro–30             | Furacão categoria 5 | 260 (161) | 936  | Trindade e Tobago, Venezuela, Colômbia, Ilhas ABC, Jamaica, Ilhas Caimão, Cuba, Sul dos Estados Unidos                   | >$113.1 mil milhões | ≥157     | [ 212 ] [ 213 ] [ 214 ] [ 215 ]                                 |
| Hermine               | 23 de setembro–25             | Tempestade tropical | 65 (40)   | 1002 | Canárias, Oeste do Sahara, Marrocos                                                                                      | $9.8 milhões        | 33       | [ 216 ] [ 153 ]                                                 |
| Onze                  | 28 de setembro–29             | Depressão tropical  | 55 (35)   | 1008 | Nenhum | Nenhum              | Nenhum   |                                                                 |
| Doze                  | 4 de outubro–7                | Depressão tropical  | 55 (35)   | 1006 | Nenhum | Nenhum              | Nenhum   |                                                                 |
| Julia                 | 7 de outubro–9                | Furacão categoria 1 | 140 (85)  | 982  | Trindade e Tobago, Venezuela, Ilhas ABC, Colômbia, América Central (antes de cruzar)                                     | >$406 milhões       | 91       | [ 217 ] [ 218 ] [ 219 ] [ 220 ] [ 221 ] [ 222 ] [ 223 ] [ 224 ] |
| Karl                  | 11 de outubro–15              | Tempestade tropical | 95 (60)   | 998  | Sul do México | Desconhecido        | 3        | [ 165 ]                                                         |
| Lisa                  | 31 de outubro – 5 de novembro | Furacão categoria 1 | 140 (85)  | 987  | Jamaica, Ilhas Caimão, América Central                                                                                   | Desconhecido        | Nenhum   |                                                                 |
| Martin                | 1 de novembro–3               | Furacão categoria 1 | 140 (85)  | 960  | Nenhum | Nenhum              | Nenhum   |                                                                 |
| Nicole                | 7 de novembro–11              | Furacão categoria 1 | 120 (75)  | 980  | As Bahamas, Estados Atlânticos Sul                                                                                       | Desconhecido        | 11       | [ 225 ] [ 226 ]                                                 |
| Agregado da temporada |                               |                     |           |      | |                     |          |                                                                 |
| 16 sistemas           | 5 de junho – 11 de dezembro   |                     | 260 (160) | 931  | | >$118.29 bilhões    | 239 (65) |                                                                 |